# エドガー・クプファー＝コベルヴィッツ
エドガー・クプファー＝コベルヴィッツ（Edgar Kupfer-Koberwitz、1906年4月24日 - 1991年7月7日）は、ドイツのジャーナリスト、詩人で、ダッハウ強制収容所の収容者であった。彼は、『Dachauer Tagebücher（ダッハウ日記）』の著者であり、その中で収容所内で起こった出来事や、親衛隊、収容者の社会について描写した。

## 生い立ち
エドガー・クプファーは1906年に、管財人の息子として生まれた。最初、農業に従事し、その後中等教育を終えて事務員として働くようになった。その傍ら、詩を書き、新聞に寄稿するようになっていった。やがて彼は筆名としてクプファー＝コベルヴィッツと名乗るようになった。
アドルフ・ヒトラーの権力掌握後、彼は1934年にパリへ逃れ、手織り物の職人として働いた。1937年からはイタリアのイスキア島で、旅行会社に勤めていた。1940年9月、ナチ政権とイタリアのファシズムを誹謗中傷としてイタリアからインスブルックへ追放された。

## ダッハウ日記
1940年11月11日、クプファー＝コベルヴィッツはダッハウ強制収容所に、ゲシュタポによって収容され、1942年11月から軍需工場「Schraubenfabrik Präzifix（プレツィフィクス・スクリュー工場）」に奴隷労働を提供していたダッハウ強制収容所の収容所支所の一つで事務員として働いた。この間、彼は命の危険を冒しながら、1942年11月20日から1945年5月4日まで、後に『ダッハウ日記』として知られた手書きの文書を書き続け、その総ページ数は1800ページにも及んだ。収容所内で、この日記を書き続けている間、彼は日記を様々な場所に隠し、最終的には1944年10月に、アルミ箔、布、油紙で包んだ日記を土中に埋めた。
クプファー＝コベルヴィッツは、1945年4月29日にアメリカ軍がダッハウ収容所を解放した1週間後に、自分が日記を埋めた場所をアメリカ軍に知らせた。日記は湿気を帯びてしまっていたが、大部分が保全された。2年後、この日記は、ニュルンベルク裁判において証拠として用いられることになった。

## 戦後

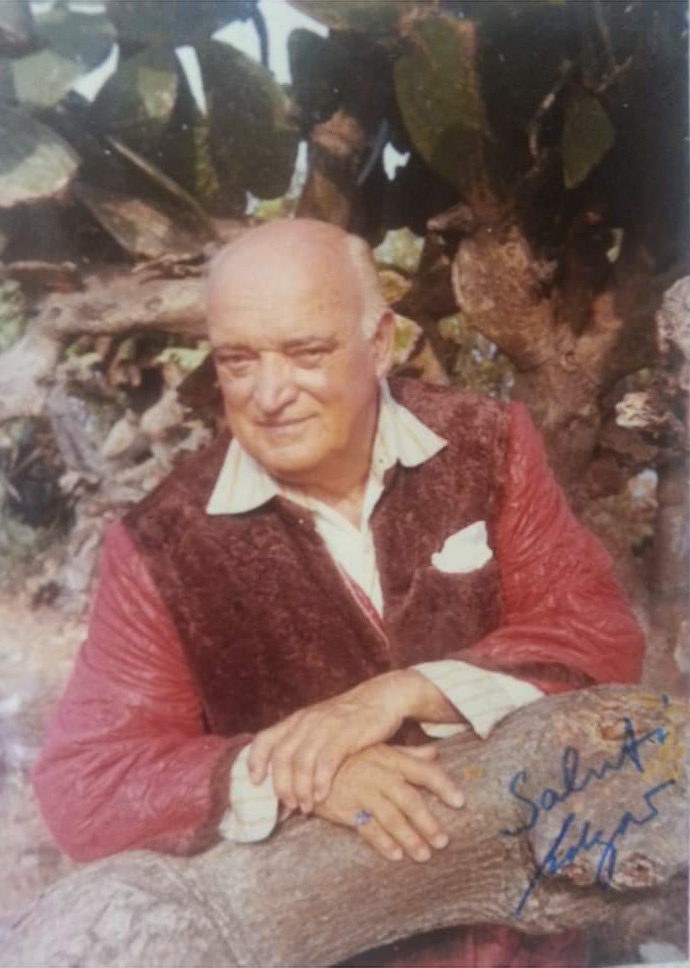
エドガー・クプファー＝コベルヴィッツ、サルデーニャにて、1972年ころ。

ダッハウ強制収容所の解放によって、彼は1945年4月末に解放された。
解放後、彼はアメリカ合衆国に1950年代末まで移り住み、1960年以降はサルデーニャのサン・テオドーロの村に住んでいた。1986年にドイツへ帰還し、当初は友人宅に身を寄せていたが、最後はシュトゥットガルト近郊の人智学系の老人ホームに入った。
クプファー＝コベルヴィッツは、数冊の著作を残した。『ダッハウ日記』の原本は、シカゴ大学図書館が所蔵している。ダッハウ強制収容所やイスキア島に関する著作のほか、1947年には断固たる菜食主義の立場から『Die Tierbrüder - eine Betrachtung zum ethischen Leben（動物兄弟 - 倫理的生活についての省察）』を著し、動物に対する無関心で残酷な扱いに反対する情熱的な訴えをおこなった。
彼の信じるところでは、「自分自身があまりにも多く苦しんだので、他の生き物の苦しみを自分のこととして感じ取れるようになった」のだという。さらに彼は、「人間は、動物を虐待し、殺し続ける限り、他の人間を虐待し、殺し続け - 戦争も起こる - だろうが、これは殺戮が小さな規模で実践され、学ばれるからだと、私は信じている」とも述べている。

## おもな著作
- Das Leben – die Hölle!, Stuttgart 1931
- Die Tierbrüder, Man-Verlag, Augsburg 1947
- Kette der Tage: Gedichte aus Dachau, Hatje, Stuttgart 1947
- Die vergessene Insel: Ein Buch über die Vulkaninsel Ischia, Wolff, Flensburg 1948
- Die Mächtigen und die Hilflosen: Als Häftling in Dachau, Vorwerk, Stuttgart (Bd. 1. Wie es begann 1957, Bd. 2. Wie es endete 1960)
- Dachauer Tagebücher: Die Aufzeichnungen des Häftlings 24814, Kindler, München 1997, ISBN 3-463-40301-3.